# Vitória de Santo Antão
Vitória de Santo Antão – miasto i gmina w Brazylii, leży w stanie Pernambuco. Gmina zajmuje powierzchnię 335,94 km². Według danych szacunkowych w 2016 roku miasto liczyło 136 706 mieszkańców. Położone jest około 50 km na zachód od stolicy stanu, Recife, oraz około 1900 km na północny wschód od Brasílii, stolicy kraju.
Osadnictwo na tym obszarze sięga 1626 roku. Wówczas pochodzący z wyspy Santo Antão (Wyspy Zielonego Przylądka) Portugalczyk Diogo Braga osiadł tutaj ze swoją rodziną. Miejscowość początkowo znana była pod nazwą Braga, a wraz ze śmiercią założyciela zaczęto używać nazwy Santo Antão da Mata. W 1712 roku spełniając prośby mieszkańców utworzono parafię. W 1811 roku zostało podniesione do rangi miasteczka (port. Vila), a w 1843 roku uzyskało status miasta (port. Cidade). Wówczas zmieniono również nazwę na obecną. W dniu 27 czerwca 1880 roku, w przeddzień wyborów, doszło tutaj do zamieszek, w wyniku których było wielu rannych i zabitych.
W 2014 roku wśród mieszkańców gminy PKB per capita wynosił 21 570,45 reais brazylijskich.